# Nagaworld Football Club
Nagaworld Football Club è una società calcistica cambogiana con sede nella città di Phnom Penh.

## Allenatori
- 2009-2012  Prak Sovannara
- 2012-2013  Lim Noun
- 2013-2014  Prak Sovannara
- 2014-2021  Meas Channa
- 2022-  Khim Borey

## Palmarès

### Competizioni nazionali
- Campionato camobogiano: 3

2007, 2009, 2018
- Hun Sen Cup: 1

2013

### Altri piazzamenti
- Campionato cambogiano:

Secondo posto: 2011, 2012, 2015
Terzo posto: 2006, 2008, 2014, 2016, 2019

## Organico

### Rosa
| N. |                     | Ruolo | Calciatore       |
| -- | ------------------- | ----- | ---------------- |
| 1  | Cambogia (bandiera) | P     | Reth Lyheng      |
| 2  | Cambogia (bandiera) | D     | Chea Sokmeng     |
| 4  | Cambogia (bandiera) | D     | Chhong Bunnath   |
| 5  | Cambogia (bandiera) | D     | Hout Vanneth     |
| 6  | Cambogia (bandiera) | C     | It Sony          |
| 7  | Cambogia (bandiera) | D     | Nen Sothearoth   |
| 8  | Cambogia (bandiera) | C     | Vann Tailamey    |
| 9  | Giappone (bandiera) | A     | Yūsuke Minagawa  |
| 10 | Cambogia (bandiera) | C     | Kouch Sokumpheak |
| 11 | Giappone (bandiera) | A     | Hugo Kametani    |
| 12 | Cambogia (bandiera) | C     | Sos Suhana       |
| 13 | Giappone (bandiera) | C     | Yuta Kikuchi     |
| 14 | Brasile (bandiera)  | A     | Marcinho Marques |
| 17 | Birmania (bandiera) | A     | Thiha Zaw        |
| 18 | Cambogia (bandiera) | A     | Dav Nim          |
| 19 | Cambogia (bandiera) | A     | Im Som Oun       |

| N. |                     | Ruolo | Calciatore      |
| -- | ------------------- | ----- | --------------- |
| 21 | Cambogia (bandiera) | D     | Reth Kattamy    |
| 22 | Cambogia (bandiera) | P     | San Usarphea    |
| 23 | Cambogia (bandiera) | C     | Nat Sinan       |
| 24 | Cambogia (bandiera) | C     | Yorn Thearath   |
| 25 | Cambogia (bandiera) | D     | Leng Makara     |
| 28 | Cambogia (bandiera) | A     | Suo Sani        |
| 29 | Cambogia (bandiera) | C     | Hourt Danin     |
| 31 | Cambogia (bandiera) | P     | Touth Sarouth   |
| 33 | Cambogia (bandiera) | P     | Seng Sovanara   |
| 39 | Cambogia (bandiera) | C     | Heng Tina       |
| 40 | Cambogia (bandiera) | D     | Phem Taosinh    |
| 68 | Cambogia (bandiera) | C     | Chan Houng      |
| 75 | Brasile (bandiera)  | D     | Matheus Martins |
| 77 | Cambogia (bandiera) | D     | Chea Chandara   |
| 79 | Cambogia (bandiera) | D     | Phat Sokha      |
|    | Cambogia (bandiera) | C     | Ean Pisey       |

### Staff tecnico
- Khim Borey - Allenatore